# روكسانا مصيلحي
روكسانا مصيلحي (بالفارسية: رکسانا مصلحی) هي عالمة في الطفرات الوراثية حيث كرست معظم أبحاثها في دراسة السرطان والسرطانات التي أصابت الأسلاف والبشر السابقون.
ولدت روكسانا في إيران ونشأت في كندا، هي حاليا أستاذ مشارك  في قسم علم الوبائيات والإحصاء الحيوي في جامعة ألباني بجامعة ولاية نيويورك حيث تُقدم دورات تدريس متعددة بما فيها تلك التي تدور حول الجزيئات الجينية وعلم الأوبئة. ساهمت مصيلحي من خلال أبحاثها في فهم أسباب الأمراض الوراثية فضلا عن تأثير الجينات والتفاعلات البيئية على خطر تطوير المرض.

## التعليم
حصلت روكسانا على شهادة الدكتوراه من جامعة كولومبيا البريطانية (UBC) في فانكوفر بكندا، كما نالت دكتوراه أخرى تحت إرشاد الأستاذ والعالم فريدمان ستيفن نارود، أكملت دراستها كباحثة ما بعد الدكتوراه في معاهد الصحة الوطنية الأمريكية (NIH)، حيث تخصصت في شعبة من السرطان وعلم الأوبئة وعلم الوراثة وذلك تحت إشراف البروفسور ميتشل غيل. عندما كانت تدرس في المعاهد الوطنية للصحة شغلت منصب أستاذة مساعدة في جامعة جورج واشنطن حيت قدمت عدة دورات تدريسية بعنوان «الخلافات في السرطان وعلم الأوبئة» جنبا إلى جنب مع بول ليفين.

## البحث

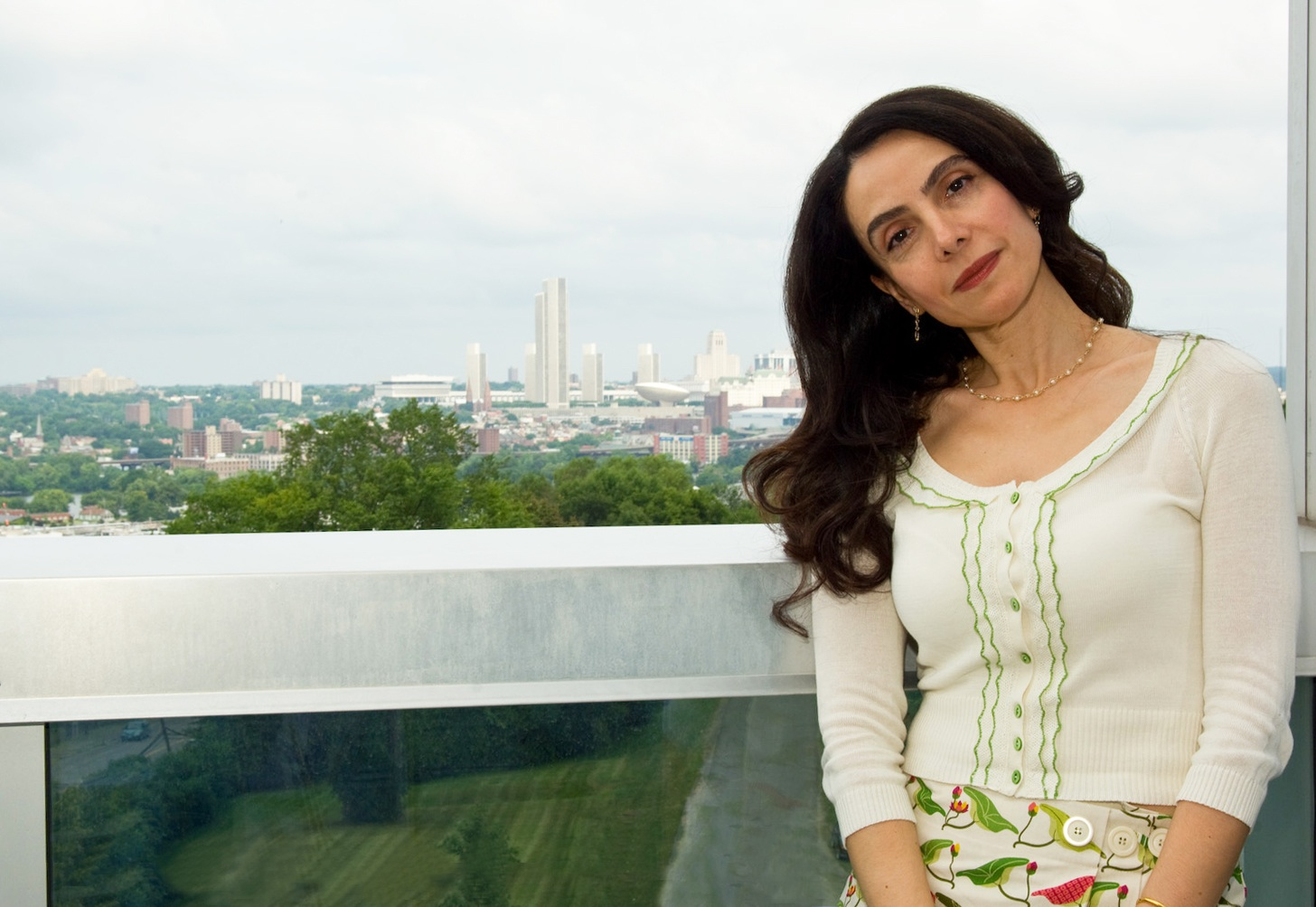
روكسانا مصيلحي

ركزت روكسانا مصيلحي في بحوثها على تحديد ووصف مرض السرطان وعلاقته بالجينات، كما عملت رفقة عدد من الدكاترة من بينهم ستيفن نارود وج. م. فريدمان في دراسة BRCA1 وBRCA2 وعلاقته بالطفرات المسببة لسرطان الثدي والمبيض وغيرها من أنواع السرطانات كما قاموا بدراسة علاقة النساء اليهوديات بسرطان المبيض. وسعت روكسانا دراستها عن سرطان الثدي والمبيض حيث قامت بتجارب على بعض من السكان بما في ذلك القاطنين في الشرق الأوسط كما شملت الدراسة الناس الأميين.
تعاونت مصيلحي مع الأطباء في إيران وأجرت عشرات الدراسات على سرطان المبيض والثدي الوراثي كما حاولت القيام بصنع قاعدة بيانات حول الأسر التي تُعاني من هذه الطفرة ومن هناك اكتشفت رواية طفرة الـ BRCA1. لروكسانا مساهمات كبيرة في البحث عن معدلات خطر BRCA المتسببة في سرطان الثدي والمبيض.

## الجوائز
حصلت روكسانا مصيلحي على العديد من الجوائز، بما في ذلك جائزة الدراسات العليا وجائزة التميز في التدريس من جامعة كولومبيا البريطانية) كما نالت الزمالة من الأكاديمية الفرنسية للعلوم في فرنسا، وحصلت على اثنين من جوائز التميز البحثي من المعاهد الوطنية للصحة، ثم فازت بالتفاحة الذهبية وجائزة التميز في التدريس من كلية الصحة العامة في جامعة ولاية نيويورك في ألباني.